# 몬테카를로 테니스 클럽
몬테카를로 테니스 클럽(Monte Carlo Country Club, 약칭: MCCC)은 프랑스 알프마리팀주 로크브륀카프마르탱에 위치한 테니스 클럽이다. ATP 투어의 몬테카를로 마스터스 토너먼트가 개최 되는 곳이며 몬테카를로 테니스 아카데미(Monte Carlo Tennis Academy)의 본거지이기도 하다.
클럽 명칭은 몬테카를로 테니스 클럽이지만 모나코의 몬테카를로에 위치하지 않고 모나코 북동쪽 국경에서 불과 150m 떨어져 있는 로크브륀카프마르탱에 위치해있다.